# Luc Tack
Luc Tack (Waregem, 1961) is een Belgisch ondernemer. Hij is CEO van textielmachineproducent Picanol in Ieper en chemiebedrijf Tessenderlo Group in Tessenderlo.

## Levensloop
Luc Tack begon in 1980 met houtimport uit de Verenigde Staten. Hij bouwde verschillende vennootschappen uit, waaronder producent van houten vloeren Oostrowood, meubelstoffenproducent Ter Molst en garenproducent Oostrotex.
In 2005 stapte hij in het Ieperse beursgenoteerde bedrijf Picanol van de familie Steverlynck, producent van weefmachines. Het bedrijf kampte echter met interne verdeeldheid binnen de familie, een te weinig flexibel management en slechte reacties op de wijzigende markt. In 2009 werd Tack meerderheidsaandeelhouder van Picanol.
Sinds december 2013 is hij tevens CEO van chemiebedrijf Tessenderlo Chemie (later Tessenderlo Group). Picanol kocht dat jaar het belang van 27,6 procent van de Franse overheidsholding SNPE in Tessenderlo Chemie over. In december 2015 werd een fusie tussen Picanol en Tessenderlo tot een industriële groep aangekondigd, maar in maart 2016 blies Tack dit plan af nadat hij op verzet stuitte van andere aandeelhouders.
In maart 2021 kocht Picanol een belang van 10% in Rieter, een Zwitserse producent van machines voor het spinnen van korte stapelvezels. In augustus 2021 kondigde Rieter een strafklacht aan tegen Tack en Stefaan Haspeslagh, financieel directeur van Picanol. Ze zouden hun geheimhoudingsplicht als bestuurders hebben geschonden, maar Rieter liet de strafklacht vallen na een minnelijke schikking. Tack en Haspeslagh werden vervolgens verwijderd uit de raad van bestuur van Rieter. Tegen januari 2022 was het belang van Tack in Rieter 15,02%.
In september 2021 nam Tack een belang van 22% in kranenbedrijf Sarens in Meise over van Waterland. Hij werd ook bestuurder van het familiebedrijf. In april 2023 verkocht hij zijn minderheidsbelang aan de familie Sarens.
Hij nam in december 2022 de West-Vlaamse matrassenproducent Latexco van de oprichtersfamilie Maes over.

### Onderscheidingen
In juli 2014 ontving Tack de Gulden Spoor van de Beweging Vlaanderen-Europa.
In januari 2015 riep het tijdschrift Trends hem uit tot Manager van het Jaar 2014.
Tack stond in 2021 vermeld op de Forbes-lijst van rijkste mensen (op nr. 2.035, met 1,5 miljard US$). 